# Base (topologia)
Em Topologia, uma base de um espaço topológico é uma coleção de abertos que gera todos abertos, de forma que qualquer aberto é uma união de abertos da base.
Em outras palavras, uma coleção de abertos B é uma base de uma topologia {\displaystyle \tau \,} em um conjunto X se, e somente se:
{\displaystyle \forall A\in \tau \ ,\ \exists T\subset B\ ,\ A=\bigcup _{A_{\lambda }\in T}A_{\lambda }\,}

## Exemplo
- Em um espaço métrico, a topologia induzida pela métrica tem, como base, as bolas abertas.
- Na topologia discreta, a coleção dos conjuntos unitários é uma base.
- Normalmente, existem várias bases, porque, ao se acrescentar a uma base qualquer quantidade de conjuntos abertos, ela continua sendo uma base. A topologia grosseira em um conjunto X, porém, pode ter apenas duas bases: ou a coleção { X }, ou a coleção { Ø, X }.
- Deve-se notar que nem toda coleção pode ser considerada uma base de uma topologia. Por exemplo, no conjunto X = { 0, 1, 2}, a coleção B = {{0, 1}, {1, 2}} não é uma base, porque, se fosse, o conjunto A = {1} teria que ser um aberto (interseção de abertos), mas A não é a união de elementos da base.

## Propriedades
O contra-exemplo acima sugere que, para que uma coleção de subconjuntos de X seja uma base para alguma topologia de X, basta satisfazer as seguintes propriedades:
- Qualquer elemento de X é elemento de algum elemento da base
- Dado qualquer elemento a de qualquer interseção de quaisquer dois membros da base, existe um outro membro A da base, totalmente contido nessa interseção, tal que {\displaystyle a\in A\,}

## Definição alternativa
Uma definição alternativa de base é:
Um subconjunto B de uma topologia {\displaystyle \tau \,} em um conjunto X é uma base quando todo elemento x de algum aberto U da topologia é elemento de um elemento V da base, e este elemento da base é um subconjunto do aberto inicial U
Ou seja:
{\displaystyle \forall x\in X,U\in \tau \ ,\ (x\in U\implies \exists V\in B\ ,\ (x\in V\subseteq U))\,}
É fácil mostrar que as duas definições são equivalentes.

## Sub-base
Como uma coleção S de subconjuntos de X pode não ser uma base para uma topologia de X, qual é a menor topologia tal que os membros de S são abertos? Isso leva à definição de sub-base: S é uma sub-base de uma topologia {\displaystyle \tau \,} quando a coleção das interseções finitas de membros de S é uma base de {\displaystyle \tau \,}.
Note-se que qualquer coleção de conjuntos é a sub-base de alguma topologia.